# 最初的夢想 (歌曲)
《最初的夢想》是一首由台灣女歌手范瑋琪翻唱自日本女歌手中島美雪所演唱的日劇《小孤岛大医生》主題曲《骑在银龙的背上》的歌曲，由姚若龙填上中文詞，陳偉编曲，收錄於范瑋琪在2004年5月7日發行首張精選輯《最初的夢想 新歌+精選》。
《最初的夢想》訴說著在遭遇困难、挫折时，倘若能回想当初立志实现梦想的初衷，緊握著自己“最初的梦想”，决不轻言放弃，那麼“最初的梦想”一定能實現。

## 背景
范瑋琪在看《小孤岛大医生》的時候认为其中的情节感人，主题曲又好听，让她有了想要翻唱的想法。於是她请所屬的福茂唱片公司去洽談版权问题后，如願唱到了這首歌曲。
不過范瑋琪剛開始進錄音室翻唱之初，一直無法唱出自己內心所渴望的那種感覺，直到有一天在搭乘飛機時俯瞰地面，在旅程中領悟了這首日文歌的造詣後始豁然開朗。
《最初的夢想》的歌詞撫慰人們「因為有夢，無論遇到什麼挫折，依然可以繼續向前走下去。」 因此這首歌被視為范瑋琪繼《启程》、《那些花儿》、《可不可以不勇敢》等一系列表达“温暖”和一种“向上的力量”後的又一首延續溫暖勵志的歌曲。
這首歌與原作相較之下偏向流行编曲，而非原作較以电音编曲所構成的結構。製作團隊希望藉此引起更多樂迷的迴響。

## 榮譽
《最初的夢想》於2012年獲選為網易回顧華語歌壇十大勵志歌曲之一，與五月天 《倔强》、BEYOND《海阔天空》、汪峰 《飞的更高》、杨培安 《我相信》、周杰伦 《蝸牛》、李克勤《红日》、张韶涵 《隐形的翅膀》、羽泉 黄征 《奔跑》、张雨生《我的未来不是梦》等歌並列。
范瑋琪曾獲中國中央電視台之邀，登上2011年中秋晚會演唱《最初的夢想》。范瑋琪也曾獲東方電視台邀約，登上2012-2013位於上海的跨年晚會。
《最初的夢想》獲選為韓劇《大長今》的片尾曲。

## 音樂錄影帶

### 背景
製作團隊原本預定到日本沖繩縣拍攝《最初的夢想》MV，然而當時的那霸群島正值西北雨之際，因此改到同樣擁有國際級美景的臺灣花蓮縣面向廣大的太平洋拍攝。不同以往的匆匆一瞥，范瑋琪利用此次拍攝MV的機會，深度領略了花蓮的在地文化與絕美景致。

### 劇情
在MV中范瑋琪飾演一位攝影師，有一天她為了拍攝以小鎮為主題的攝影集，搭上火車前往花蓮尋找題材。過程中他憶起自己還是學生時所追求的夢想、結識同樣前往花蓮尋找靈感，夢想有朝一日成為建築師的男主角。兩個人在旅程中彼此互相加油打氣。范瑋琪也想起以前一起努力的好朋友，不知他們是否也實現自己心中那份最美的夢。

### 場景
MV中那幢「夢想的房子」真實存在於花蓮海岸，是一幢民宿。民宿的牆壁沒有特別經過人工裝飾，只有綠色的藤蔓自然的生長點綴，遠眺或許會以為是廢墟，然而走近一看，木造地板搭配著暈黃的燈光與民宿主人的陶藝作品相得益彰，讓人彷彿被滿滿的溫馨氣氛所環抱。
這幢民宿與花蓮海岸自然地融為一體，現已成為當地著名的地標之一。

## 外部連結
- YouTube上的《范瑋琪 Christine Fan - 最初的夢想》（中文）
- YouTube上的《最初的夢想 現場LIVE版》（中文）
- 范瑋琪 Christine Fan - 最初的夢想 （页面存档备份，存于）（KKBOX） （中文）